# Comte de Dundonald

Armoiries du comte de Dundonald.

Comte de Dundonald est un titre de la pairie d'Écosse. 

## Histoire du titre
Il est créé en 1669 pour le soldat et homme politique écossais William Cochrane (1er comte de Dundonald), avec le titre subsidiaire de baron Cochrane de Paisley et Ochiltree. Il est alors prévu que le titre se transmet à ses héritiers mâles ou, s'ils venaient à s'éteindre, à ses héritières qui porteraient ou prendraient le nom de Cochrane, et en dernier lieu aux descendants de ses frères et sœurs (heirs general). William Cochrane avait déjà été créé baron Cochrane de Dundonald en 1647, avec transmission à ses descendants en ligne agnatique, dans la pairie d'Écosse. 

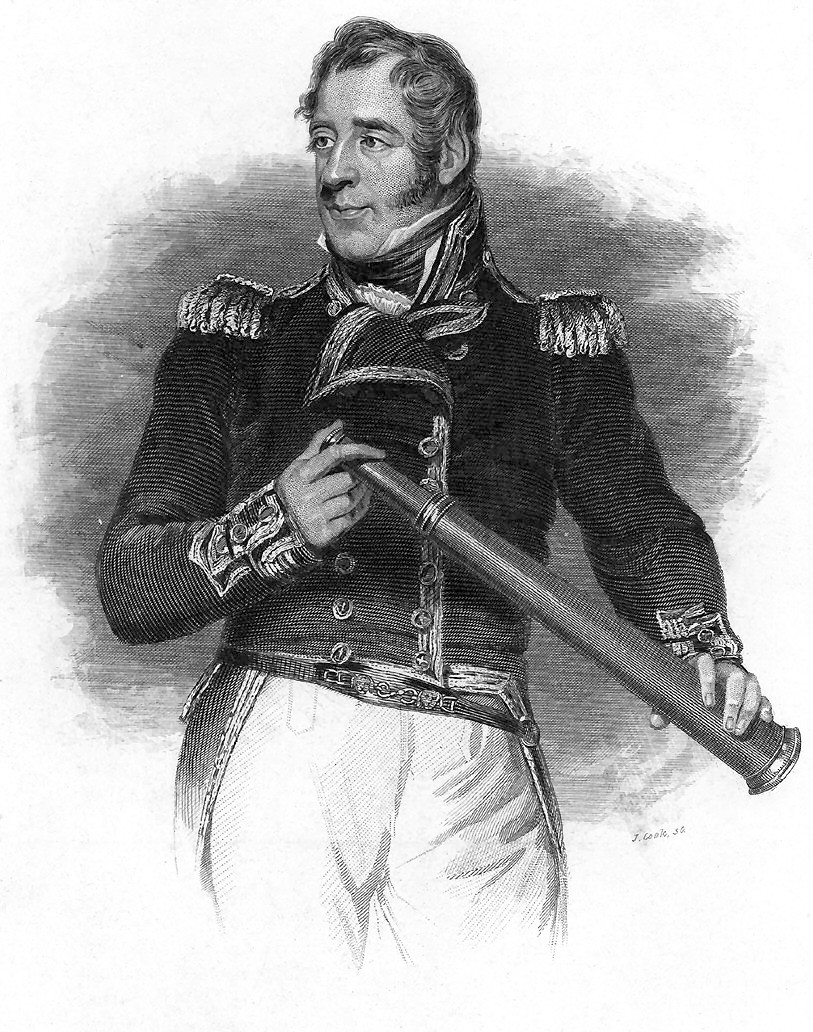
Thomas Cochrane, 10e comte de Dundonald, monte en grade dans la Royal Navy et devient amiral. Cependant, associé à une fraude boursière organisée par son oncle Andrew Cochrane-Johnstone, gouverneur de la Dominique, il est condamné à la prison.

Armoiries du marquis de Maranhão. Bien que le titre ne semble pas être héréditaire, les descendants du 10e comte et 1e marquis ont continué d'en hériter,,,.

Le premier comte, William Cochrane, a un fils du même nom. Celui-ci meurt avant son père, en 1679. À la mort du premier comte, le titre échoit donc à son petit-fils John Cochrane qui devient le second comte et est membre du conseil royal d'Écosse. Lors de son décès, son fils aîné William Cochrane devient le troisième comte. Il meurt sans descendance dans sa jeunesse, et son frère John prend la succession en tant que quatrième comte. Il siège à la Chambre des lords comme pair représentant l'Écosse, de 1713 à 1715. À sa mort, le titre passe à son fils William, le cinquième comte, qui meurt à seize ans sans s'être marié. Sa mort signe la fin de la lignée issue du second comte. Le titre vient donc à son cousin du deuxième au troisième degré, Thomas Cochrane, le sixième comte. Celui-ci est le fils de William Cochrane (mort en 1717), second fils de William Cochrane (mort en 1679), l'aîné du premier comte. 
À la mort du sixième comte, son fils William devient le septième comte mais il trouve la mort en 1758 au siège de Louisbourg, lors de la guerre de Sept Ans. Ceci met fin à cette autre lignée de la famille, et le titre passe à son cousin du troisième au quatrième degré, le huitième comte, Thomas, petit-fils du colonel John Cochrane (mort en 1707), deuxième fils du premier comte. Il est député pour le Renfrewshire, et son fils, le scientifique et inventeur Archibald Cochrane, prend la succession comme neuvième comte. Le titre passe ensuite à son fils Thomas Cochrane, le dixième comte, commandeur de marine reconnu qui se bat durant les guerres napoléoniennes. Il est aussi député sous l'étiquette « radical ». Cependant, il est plus tard emprisonné sur une fausse accusation de fraude, et renvoyé de la marine et du parlement. Lorsqu'il est libéré, il voyage et se distingue en commandant dans la marine chilienne, péruvienne, brésilienne et grecque. En 1824, il est titré marquis de Maranhão, dans la noblesse brésilienne. Il est rétabli dans la marine britannique en 1832, et reçoit le pardon royal.
Thomas Barnes Cochrane, fils de Lord Dundonald, prend la suite comme onzième comte. Il siège à la chambre des lords, comme représentant Écossais, de 1879 à 1885. À sa mort, les titres passent à son fils aîné, Douglas Mackinnon Baillie Hamilton Cochrane, le douzième comte, lieutenant général dans la Royal Army et siégeant également à la chambre des lords de 1886 à 1922. À sa mort, le titre passe à Thomas Hesketh Douglas Blair Cochrane, fils qu'il a avec Winifred Bamford-Hesketh, et qui devient le treizième comte. À son tour, il siège à la chambre des lords, de 1941 à 1955. Ne se mariant pas, sa succession est assurée par son neveu Ian Douglas Leonard Cochrane, le quatorzième comte. Il est le fils de Douglas Robert Hesketh Roger Cochrane, second fils du douzième comte. Il occupe le poste de chef de bataillon de la Black Watch. En 1986, les titres passent à son fils unique, le quinzième comte, Iain Alexander Douglas Blair Cochrane. En 2009, l'héritier apparant du titre était Archie Ian Thomas Blair Cochrane, né en 1991.

## Autres membres de la famille
D'autres membres de la famille se sont distingués. Ainsi, Alexander Cochrane, sixième fils du huitième comte, est un amiral de la Royal Navy. Son fils, Thomas John Cochrane, est aussi un commandant naval, qui sert comme gouverneur de Terre-Neuve. Son fils, Alexander Cochrane-Baillie, est un homme politique conservateur qui est fait baron Lamington dans la pairie du Royaume-Uni vers 1880. William Francis Dundonald Cochrane (1847-1927), général de brigade dans l'armée, est le fils du colonel William Marshall Cochrane, lui-même fils du commandant William Erskine Cochrane, troisième fils du neuvième comte. Archibal Cochrane, quatrième fils du neuvième comte, est capitaine dans la Royal Navy. Son petit-fils, Basil Edward Cochrane, est vice-amiral dans la Royal Navy. Il est le père d'Archibald Cochrane (1847-1952) et Edward Owen Cochrane (1881-1972), tous deux contre-amiraux dans la Royal Navy. John Dundas Cochrane, un autre fils du neuvième comte, est un voyageur et explorateur. Thomas Cochrane, deuxième fils du onzième comte, est un homme politique qui est fait baron Cochrane de Cults en 1919, dans le Fife, dans la pairie du Royaume-Uni.

## Châteaux

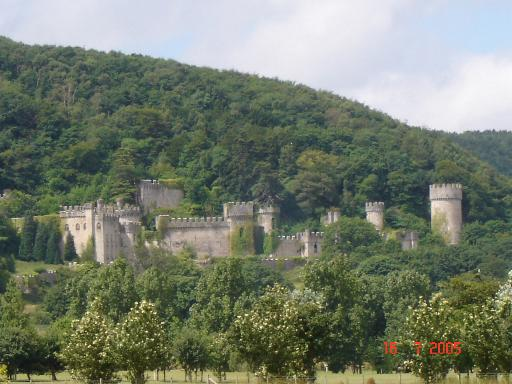
Le château de Gwrych en Galles du Nord.

Le titre vient du village de Dundonald, se trouvant dans la division administrative écossaise du South Ayrshire. Cependant, le château de Dundonald était une résidence des monarques écossais issus de la maison Stuart, et non un château des comtes de Dundonald. Les châteaux familiaux sont ceux de Lochnell, à proximité d'Oban en Argyll and Bute et Beacon Hall dans le Kent. Parmi les châteaux s'étant trouvés dans le giron de la famille, celui de Gwrych en Galles du Nord fut construit par Lloyd Hesketh Bamford-Hesketh, grand-père de Winifred Cochrane, qui épousa le douzième comte de Dundonald.

## Liste des comtes
- 1669-1685 – 1er : William Cochrane (1605-1685)
- 1685-1690 – 2e : John Cochrane (en) (v. 1660-1690)
- 1690-1705 – 3e : William Cochrane (ja) (1686-1705)
- 1705-1720 – 4e : John Cochrane (en) (1687-1720)
- 1720-1725 – 5e : William Cochrane (ja) (1708-1725)
- 1725-1737 – 6e : Thomas Cochrane (en) (1702-1737)
- 1737-1758 – 7e : William Cochrane (en) (1729-1758)
- 1758-1778 – 8e : Thomas Cochrane (1691-1778)
- 1778-1831 – 9e : Archibald Cochrane (1749-1831)
- 1831-1860 – 10e : Thomas Cochrane (1775-1860), 1er marquis de Maranhão au Brésil
- 1860-1885 – 11e : Thomas Barnes Cochrane (1814-1885), 2e marquis de Maranhão
- 1885-1935 – 12e : Douglas Mackinnon Baillie Hamilton Cochrane (1852-1935), 3e marquis de Maranhão
- 1935-1958 – 13e : Thomas Hesketh Douglas Blair Cochrane (en) (1886-1958), 4e marquis de Maranhão
- 1958-1986 – 14e : Ian Douglas Leonard Cochrane (1918-1986), 5e marquis de Maranhão
- depuis 1986 – 15e : Iain Alexander Douglas Blair Cochrane (en) (né en 1961), 6e marquis de Maranhão

L'héritier apparant du comte est son fils aîné, Archie Ian Thomas Blair Cochrane, Lord Cochrane (né en 1991).